# Kościół św. Katarzyny Aleksandryjskiej w Toszku
Kościół św. Katarzyny Aleksandryjskiej – rzymskokatolicka świątynia parafialna parafii św. Katarzyny Aleksandryjskiej w Toszku.

## Historia
Dzisiejszy kościół zbudowano w 1456 r., po pustoszących najazdach husytów. Powstał on na gruzach kościoła z 1165 r. pw. św Piotra. W latach 1713–1715 baron Jan Dietrich von Peterwaldski dokonał znacznej przebudowy świątyni w stylu barokowym. Od czasu, kiedy papież Klemens XIII w 1762 r. założył przy toszeckim kościele parafialnym jedno z nielicznych w świecie bractw poświęconych Sercu Jezusowemu - Bractwo Czcicieli Najświętszego Serca Pana Jezusa, Toszek stał się miejscowością pielgrzymkową. Stąd też drugim wezwaniem kościoła jest Najświętsze Serca Pana Jezusa. W połowie XVII w. kościół posiadał sześć bocznych ołtarzy i był znanym miejscem pątniczym na Śląsku. W 1923 roku odlano dla kościoła 3 żeliwne dzwony w odlewni Schilling & Lattermann, w Morgenröthe - Rautenkranz.

## Architektura
Kościół parafialny jest budowlą barokową z kamienia łamanego, ze sklepieniami, mozaikami i 7 ołtarzami. Trzynawowy, z wąskimi nawami bocznymi, oddzielonymi od nawy środkowej pilastrami. Nad zakrystią znajduje się loża kolatorska, wnętrze późnobarokowe z 1 ćwierci XVIII wieku. 
Przy szczycie kościoła zamieszczone jest motto: "Non est hic aliud nisi domus Dei, et porta coeli" - Nic tu nie jest innego jedno dom Boży i brama niebieska (Rdz 28, 17).

## Organy
Organy zostały zbudowane w 1844 roku przez wrocławskiego organmistrza Moritza Roberta Müllera. Posiadają wiatrownice klapowo-zasuwowe. Do marca 2010 roku nie nadawały się do użytku przez swój zły stan. W marcu 2010 roku rozpoczęto generalny remont, który zakończył się w styczniu 2012 roku. Remont oraz rekonstrukcję wykonała firma mgr. inż. Olgierda Nowakowskiego z Zabrza, a nowe piszczałki prospektowe – firma Adama Olejnika. Renowację szafy oraz prospektu wykonała firma Pracownia Konserwacji Zabytków – Grażyna Szczerbińska. Instrument poświęcono w niedzielę 13 listopada 2011 r. Ostateczny odbiór organów został dokonany 30 stycznia następnego roku. Konsultantem remontu był prof. Julian Gembalski.
Dyspozycja instrumentu:
| Manuał I           | Manuał II           | Pedał               |
| Hauptwerk          | Oberwerk            | PEDAL               |
| ------------------ | ------------------- | ------------------- |
| 1. Bordun 16’      | 1. Salicet 8`       | 1. Violon 16’       |
| 2. Principal 8’    | 2. Portunalflaut 8’ | 2. Principalbass 8’ |
| 3. Rohrflaut 8’    | 3. Flaut major 8’   | 3. Principal 4’     |
| 4. Gemshorn 8’     | 4. Flaut travers 4’ |                     |
| 5. Principal 4’    | 5. Violini 2’       |                     |
| 6. Quint 3’        |                     |                     |
| 7. Superoctav 2    |                     |                     |
| 8. Mixtur 4-5 fach |                     |                     |

## Galeria

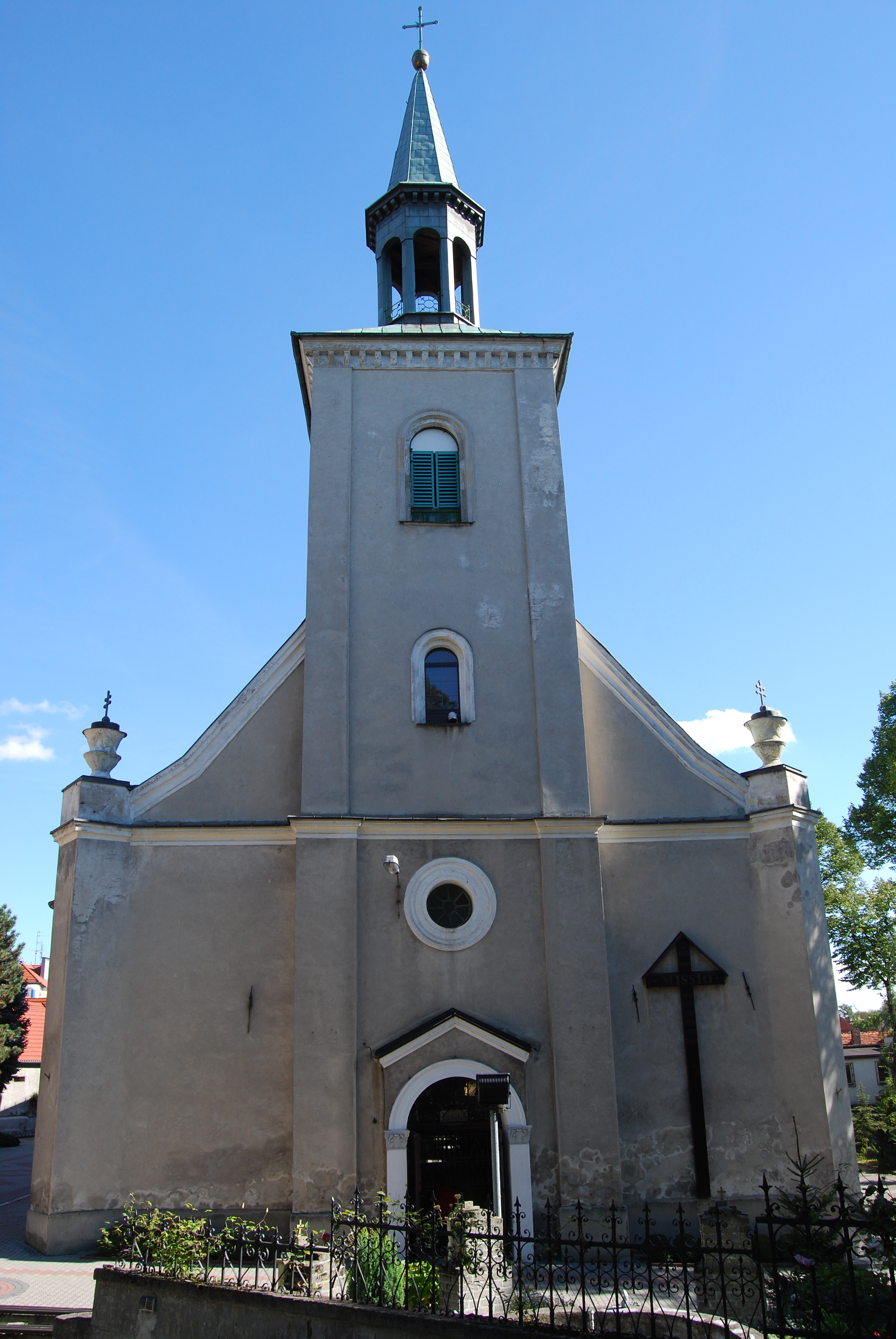
Widok z frontu
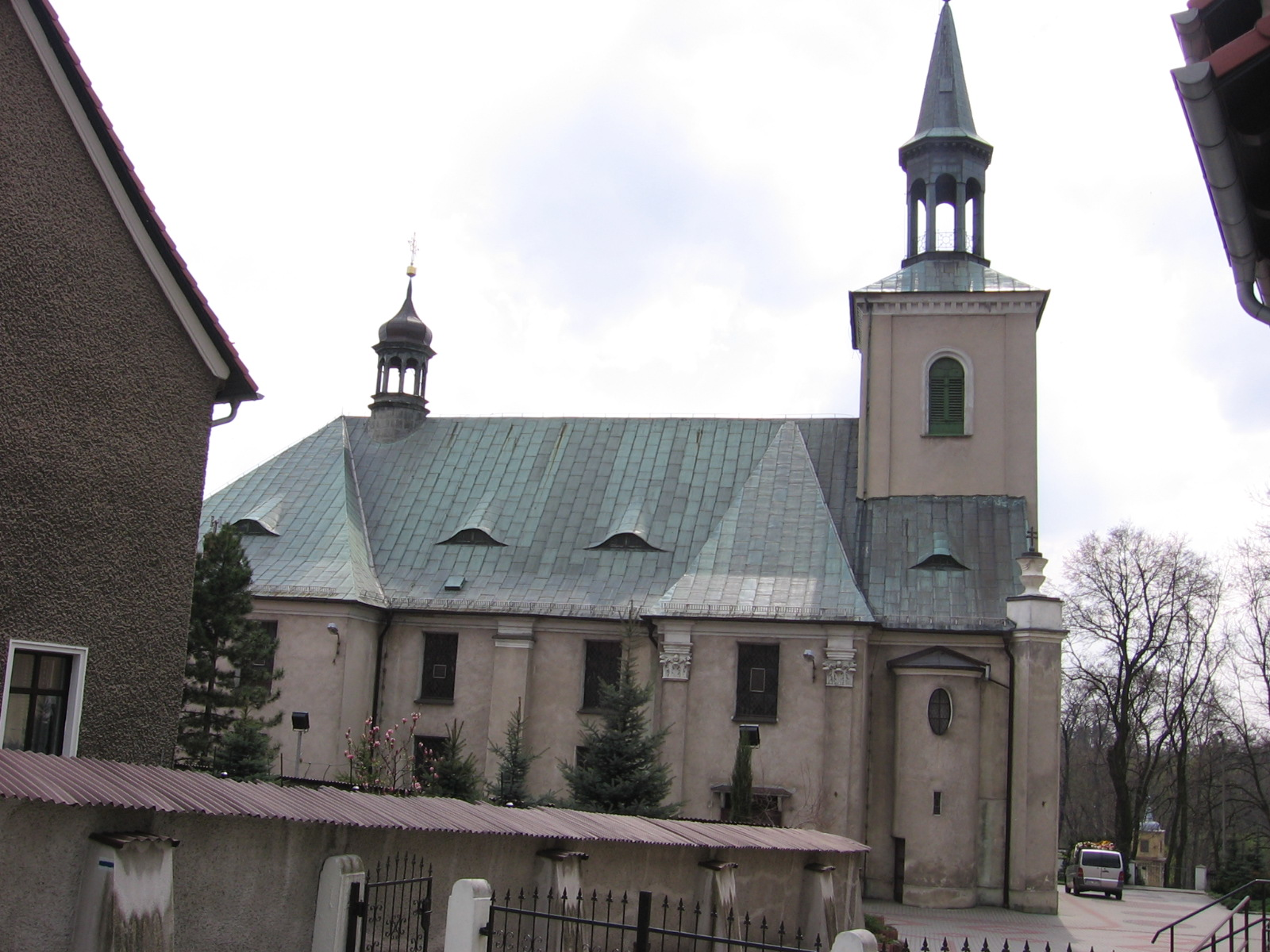
Widok ogólny kościoła
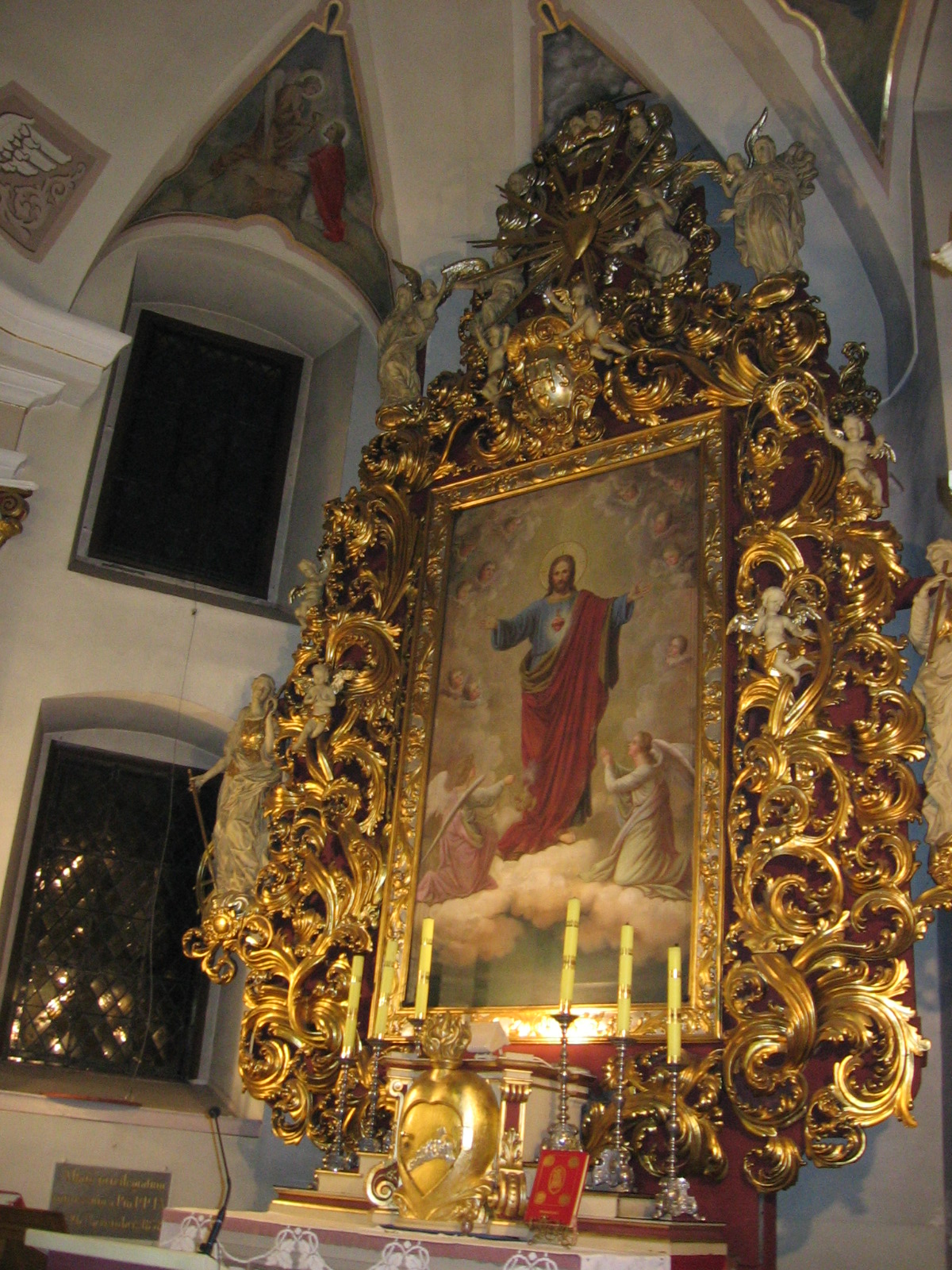
Ołtarz główny